# Frank – Remixes
Frank – Remixes – EP brytyjskiej piosenkarki soulowej Amy Winehouse, wydany 23 lipca 2007 roku przez wydawnictwo muzyczne Island Records. Minialbum zawiera 4 kompozycje wokalistki w wersjach zremiksowanych bądź też zdubowanych.

## Lista utworów
Opracowano na podstawie materiału źródłowego.
1. „Fuck Me Pumps” (Mylo Remix) – 4:51
2. „Fuck Me Pumps” (MJ Cole Remix) – 5:54
3. „Stronger Than Me” (Harmonic 33 Remix) – 3:41
4. „In My Bed” (Bugz In The Attic Vocal Mix) – 5:57
5. „In My Bed” (Bugz In The Attic Dub) – 7:21
6. „Take the Box” (Seijis Buggin' Mix) – 7:46
7. „Take the Box” (Seijis Buggin' Dub) – 4:35